# Iraí de Minas
Iraí de Minas là một đô thị thuộc bang Minas Gerais, Brasil. Đô thị này có diện tích 357,575 km², dân số năm 2007 là 6295 người, mật độ 19,5 người/km².